# Фусса (Токіо)

35°44′19″ пн. ш. 139°19′36″ сх. д. / 35.73861° пн. ш. 139.32667° сх. д.
Фу́сса (яп. 福生市, ふっさし, МФА: [ɸus̚.sa ɕi̥]) — місто в Японії, в префектурі Токіо.

## Короткі відомості
Розташоване в західній частині префектури, на східному березі річки Тама. Виникло на основі сільських поселень раннього нового часу. Засноване 1970 року. Основою економіки є харчова промисловість, виробництво електротоварів, комерція. В місті розташована авіаційна база Йокота Військово-повітряних сил США. Станом на 1 жовтня 2008 площа міста становила 10,24 км². Станом на 1 липня 2011 населення міста становило 59 500 осіб.